# Letteratura sumerica

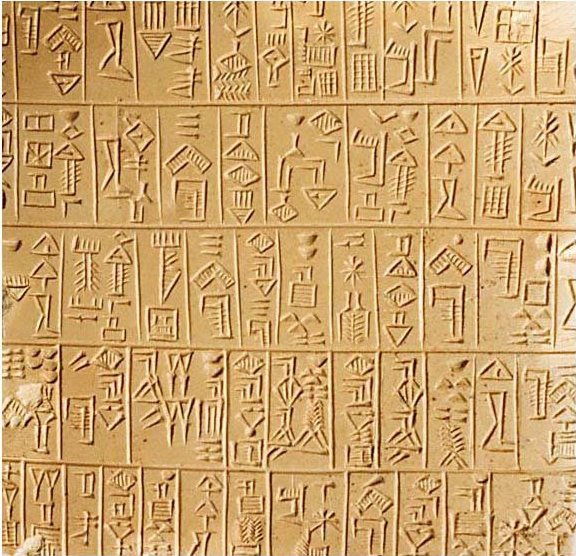
Iscrizione sumerica del XXVI secolo a.C.

La letteratura sumerica è la più antica letteratura conosciuta. Le prime tavolette cuneiformi che si pensa siano scritte in sumerico risalgono alla fine del IV millennio a.C., ma per diversi secoli si hanno solo testi economico-amministrativi e liste lessicali. I primi testi che possono essere considerati letterari sono quelli, di contenuto mitologico, trovati ad Abu Salabikh, che risalgono a circa il 2600 a.C. La grande maggioranza dei testi letterari sumerici pervenutici appartiene tuttavia al periodo di Isin-Larsa (2000 - 1900 a.C.).
In questa voce passeremo brevemente in rassegna i vari generi in cui possiamo suddividere i testi sumerici, accennando brevemente anche a quelli che, pur non potendo essere classificati nella letteratura propriamente detta, hanno particolare rilievo culturale. Va tuttavia sottolineato che la classificazione in generi, per quanto utile per comodità di esposizione, è largamente arbitraria, in quanto i testi spesso ne scavalcano i confini e il concetto di genere letterario è estraneo alla cultura sumera. I testi erano piuttosto classificati secondo i modi e gli strumenti usati nella loro recitazione. Vi sono ad esempio preghiere "a mano alzata" o testi da recitarsi con l'accompagnamento di un particolare strumento musicale.
Un altro concetto estraneo alla cultura sumerica è quello di autore. Le tavolette terminano spesso con un colofone che fornisce informazioni sulla tavoletta stessa. Le informazioni riguardano però l'eventuale appartenenza della tavoletta ad una raccolta di testi, il numero delle righe, l'eventuale committente, la persona dello scriba che l'ha materialmente realizzata e non l'autore del testo.

## Testi non letterari

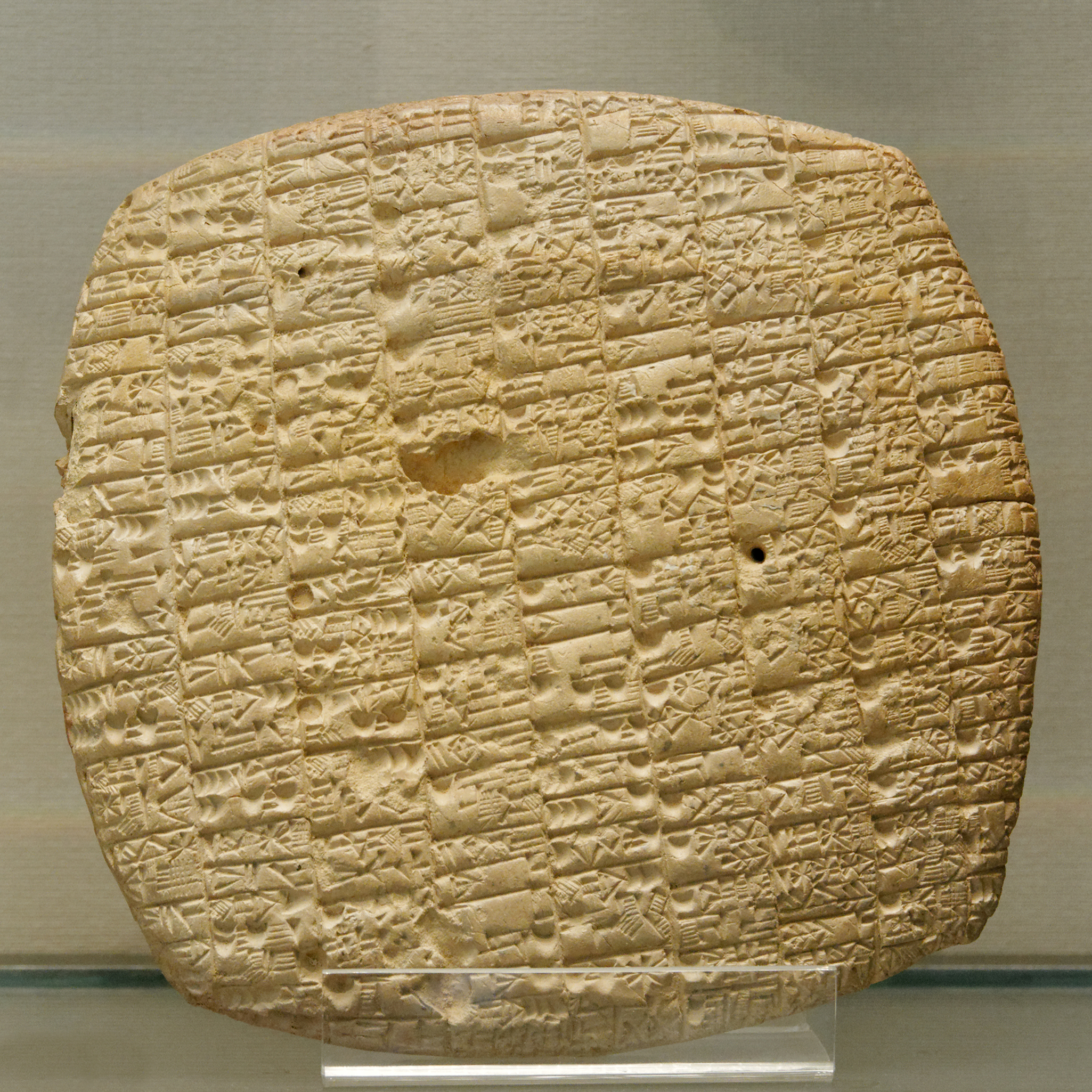
Tavoletta dagli archivi amministrativi del tempio di Ba’u, a Lagash, circa 2350 a.C.

### Testi amministrativi
I testi in assoluto più numerosi rinvenuti in lingua sumerica sono economico-amministrativi. Essi riguardano, in particolare, le varie fasi del lavoro agricolo, l'allevamento del bestiame, l'industria tessile e metallurgica e le assegnazioni di derrate alimentari al personale amministrativo. I testi testimoniano lo sviluppo di complessi sistemi di registrazione. I più recenti, risalenti alla Terza dinastia di Ur, documentano anche l'esistenza di molte categorie di scribi, specializzati nella stesura di particolari tipologie di testi amministrativi.

### Liste lessicali
Una seconda categoria di testi, presente sin dal periodo di Uruk IV,e quindi poco dopo l'introduzione della scrittura, è costituita dalle liste lessicali, che sono state trovate in numero cospicuo (in lingua sumerica) anche a Ebla. Si tratta di elenchi di vocaboli raggruppati per argomento. Sono state trovate, tra le altre, liste di uccelli, pesci, animali terrestri, toponimi, professioni, pietre e unità di misura.
Questi testi avevano certamente un uso didattico nelle scuole per scribi, costituendo allo stesso tempo uno strumento per garantire l'uniformità della scrittura e una forma di organizzazione e trasmissione di conoscenze.

### Testi giuridici
In lingua sumerica appaiono le più antiche raccolte di leggi scritte di cui siamo a conoscenza: il Codice di Ur-Nammu (che continua a chiamarsi così per tradizione, ma che la maggioranza degli studiosi attribuisce ora a suo figlio Shulgi) e il Codice di Lipit-Ishtar.

## Inni a divinità

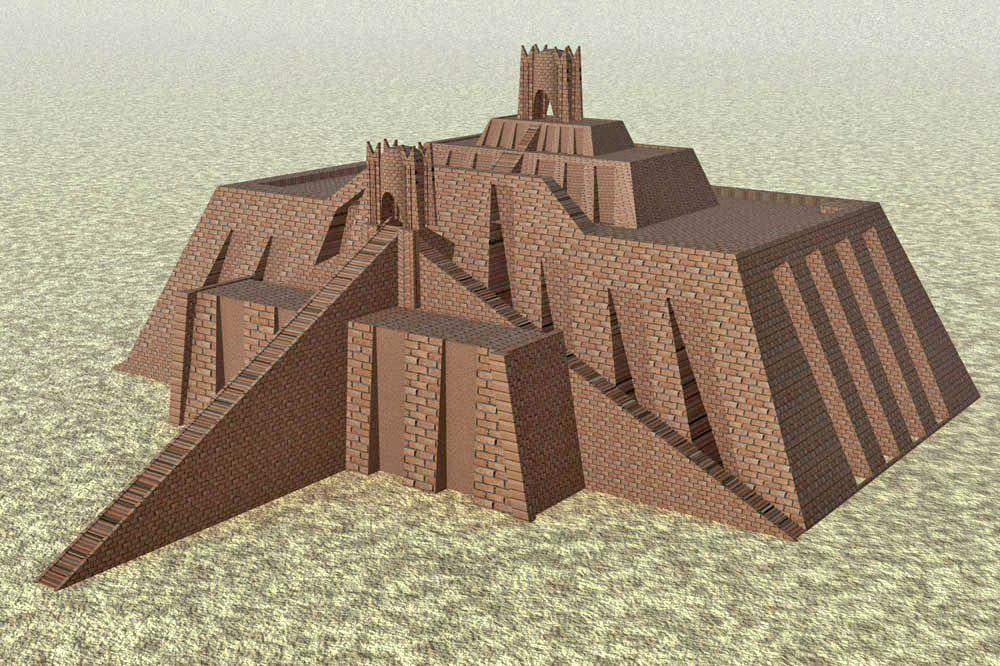
Ricostruzione digitale della Ziqqurat di Ur

Della letteratura sumerica sono noti numerosi inni a divinità e a templi, come l'inno a Enlil. A questo genere appartengono le più antiche opere letterarie attribuite ad un preciso autore: due inni a Inanna e una intera raccolta di inni templari sono stati infatti trasmessi come opera di Enkheduanna, la figlia di Sargon di Akkad che era divenuta sacerdotessa a Ur. Si tratta di un'eccezione, in quanto il concetto di autore sembra altrimenti estraneo alla cultura sumerica.
Il confine tra i generi qui usati per comodità di esposizione è mal definito. Esistono ad esempio composizioni in cui l'inno a una divinità sconfina nell'inno regale. Un altro caso è dato dall'inno alla dea della birra Ninkasi, che offre lo spunto per una accurata descrizione tecnica di tutte le fasi di lavorazione della birra.

## Testi mitologici
Una serie importante di testi narra vicende che hanno per protagonisti divinità: la Triade suprema, formata da An, dio del cielo, Enlil il dio della terra, e Enki, dio della saggezza e i tanti altri dei . 

### Testi di contenuto cosmogonico
Un paio di brevi scritti riguardano lo stato del mondo prima che avvenisse la separazione tra cielo e terra. Altri descrivono tale separazione e il successivo accoppiamento della terra con il cielo. Il motivo per cui gli dei decisero di creare gli uomini  è spiegato nel prologo della "Disputa tra Palma e Tamarisco", una composizione appartenente al genere delle "tenzoni", di cui parleremo più avanti. Gli dei, stanchi di essere duramente impegnati nel lavoro, avevano creato gli uomini perché lavorassero al loro posto.
Nel testo detto del "Diluvio sumerico" si descrive innanzitutto la decisione di una divinità di donare agli uomini i due ingredienti essenziali di ciò che noi chiameremmo la civiltà: la regalità e l'agricoltura. Viene poi la decisione divina di distruggere l'umanità con il Diluvio. Solo il re Ziusudra viene avvertito e si salva.

### Conflitti tra divinità
Alcuni dei componimenti più interessanti e suggestivi descrivono aspri scontri tra dei.
Nel mito "Lugal-e", che con i suoi 727 versi è uno dei più lunghi testi pervenuti, si narra lo scontro tra il dio Ninurta, che costruendo dighe e canali per l'irrigazione aveva inventato l'agricoltura, e il mostro Asag. Asag, nella sua lotta contro Ninurta è aiutato da una coalizione di pietre. Dopo la sua sconfitta il dio vincitore si rivolge a ogni pietra, maledicendola o benedicendola a seconda dell'atteggiamento assunto durante lo scontro. Il testo fornisce l'occasione per esporre le conoscenze mineralogiche dei Sumeri.
In due testi appare come protagonista la dea Inanna. In Inanna si impadronisce del cielo, che ci è giunto in forma molto lacunosa, la dea deruba il dio An della sua casa, l'Eanna, portandola sulla terra, dove avrebbe costituito il principale tempio di Uruk e di tutto Sumer. L'altra composizione, Discesa di Inanna agli inferi, descrive il suo tentativo non riuscito di impadronirsi del Kur, ossia dell'Oltretomba, ed è uno dei testi sumerici più noti e suggestivi.

### Altri testi mitologici
Un gruppo abbastanza numeroso di testi descrive accoppiamenti di divinità e la conseguente generazione di altri dei.
Un altro gruppo è dedicato alla descrizione di viaggi degli dei. I viaggi li portano nelle varie città sumeriche e illuminano sul rapporto tra le tradizioni mitologiche e i culti locali. Può essere parzialmente incluso in questo genere l'importante documento Enki e il nuovo ordine del mondo (è questo il titolo datogli da Pettinato), che descrive il ruolo del dio della saggezza Enki nell'istituzione della civiltà e i suoi viaggi nei vari paesi (incluso il paese dei nomadi Martu). Nella parte finale del testo Enki prepone una particolare divinità a ciascuna attività umana da lui istituita.

## Poemi epici
Per poemi epici si intendono quelle composizioni che, anche se ricche di riferimenti a divinità, hanno per protagonisti personaggi umani.  Oltre ad alcuni testi più antichi, di difficile interpretazione, questo genere è rappresentato soprattutto dal ciclo epico di Uruk. Si tratta di undici poemi, la cui stesura risale al periodo della III dinastia di Ur, alla fine del III millennio, che hanno per argomento la mitica I dinastia di Uruk. Essi sono raggruppati in quattro cicli caratterizzati dal protagonista:
- Ciclo di Enmerkar, che contiene due poemi:
  - Enmerkar e il signore di Aratta
  - Enmerkar e Ensukhkeshdanna
- Ciclo di Lugalbanda, che contiene due poemi:
  - Lugalbanda nella grotta della montagna, detto anche Lugalbanda I
  - Lugalbanda e l'uccello Anzud, detto anche Lugalbanda II
- Ciclo di Dumuzi: un solo poema
- Ciclo di Gilgamesh, con sei poemi:
  - Gilgamesh e Agga
  - Gilgamesh e Aratta
  - Gilgamesh e Khubaba
  - Gilgamesh, Enkidu e gli Inferi
  - Gilgamesh e il toro celeste
  - La morte di Gilgamesh

Gli argomenti trattati nel Ciclo di Gilgamesh saranno poi ripresi nella più tarda Epopea di Gilgamesh, di epoca babilonese, che è pervenuta in condizioni migliori.

## Testi storici

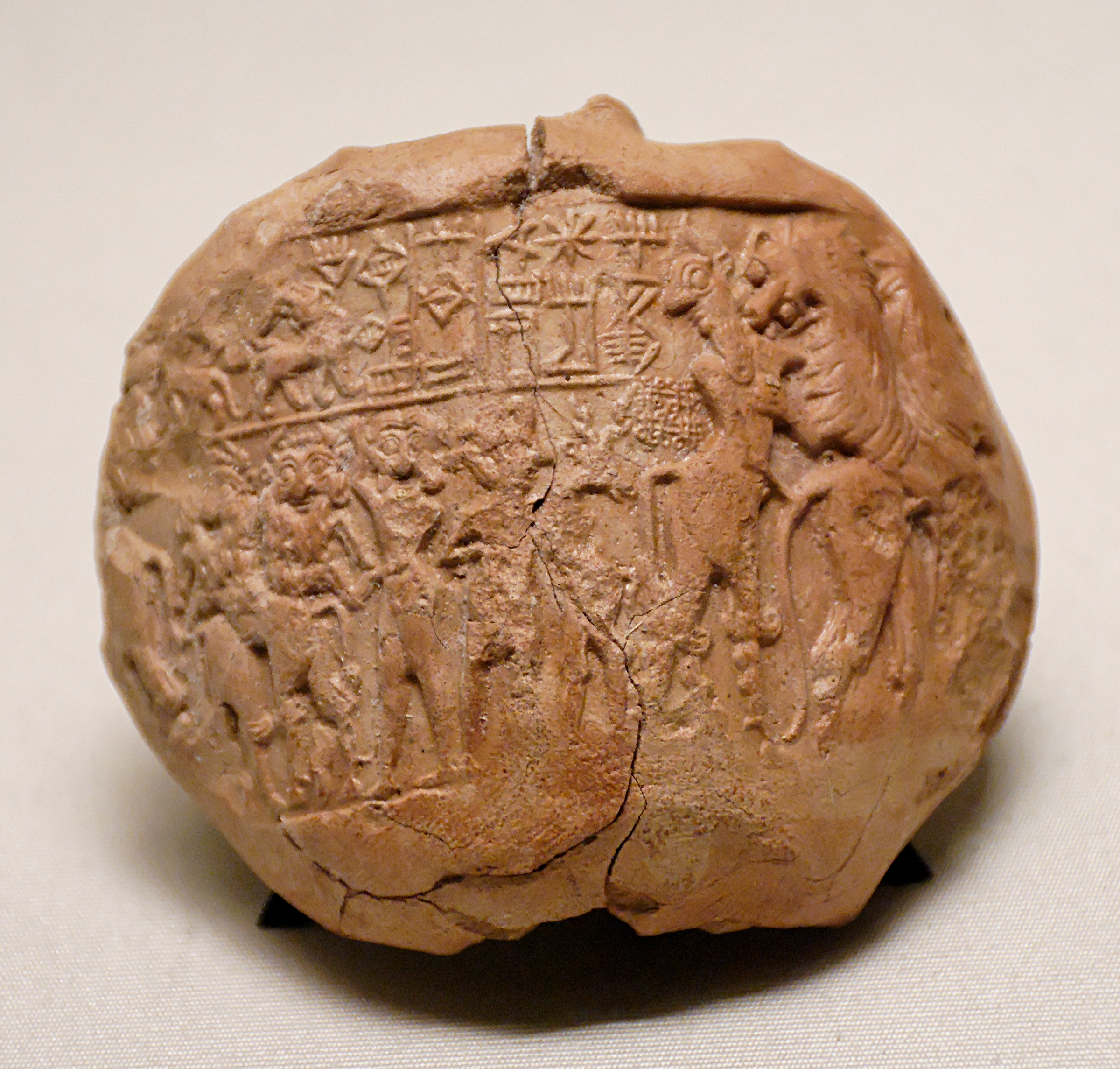
Cretula con l'impronta del sigillo del re Lugalanda di Lagash (circa 2400 a.C.)

## Tenzoni
Tra i generi letterari presenti nella letteratura sumerica vi è quello delle tenzoni, costituito da testi in cui si confrontano due entità esponendo le ragioni per preferire l'una o l'altra. Abbiamo ad esempio composizioni come L'estate e l'inverno, Il pastore e l'agricoltore, L'argento e il rame, e così via.
Si tratta di un genere molto utile per affinare le capacità linguistiche e argomentative degli scribi che vi si cimentavano e per trasmettere contenuti didascalici. Esso si sarebbe perpetuato in molte delle letterature successive.